# Hampton (Cheshire)
Hampton is een plaats en civil parish in het bestuurlijke gebied Cheshire West and Chester, in het Engelse graafschap Cheshire met 409 inwoners.